# Neumannites
Neumannites es un género de foraminífero bentónico considerado un sinónimo posterior de Sirtina de la subfamilia Clypeorbinae, de la familia Lepidorbitoididae, de la superfamilia Orbitoidoidea, del suborden Rotaliina y del orden Rotaliida. Su especie tipo era Neumannites granulata. Su rango cronoestratigráfico abarca desde el Santoniense hasta el Maastrichtiense (Cretácico superior).

## Clasificación
Neumannites incluía a la siguiente especie:
- Neumannites granulata †